# Моранис, Рик
Рик Моранис (англ. Rick Moranis 18 апреля 1953, Торонто, Онтарио, Канада) — канадский и американский актёр, комедиант и продюсер. Полное имя — Фредерик Алан Моранис (англ. Frederic Alan Moranis).

## Биография
Рик Моранис родился 18 апреля 1953 года в еврейской семье в Торонто. В 1970-х годах под именем Рик Аллен он работал диск-жокеем на различных радиостанциях в Торонто, включая CFTR, CKFH и CHUM-FM. Вместе с Кеном Финклменом они создали комедийное радиошоу для канадской радиовещательной корпорации. Его актёрская карьера началась на телевидении в 1977 году. Моранис известен как один из «братьев Маккензи» — парочки комических персонажей, созданных им и Дэйвом Томасом как протест против национализации канадского телевидения, позже Моранис и Томас были награждены Орденом Канады за вклад в культуру страны. «Братья Маккензи» дебютировали в кино в 1983 году в фильме «Приключения Боба и Дага Маккензи: Странное варево» (1983).
Как комедийный киноактёр Рик Моранис известен прежде всего благодаря фантастической дилогии «Охотники за привидениями» (1984) и «Охотники за привидениями 2» (1989), пародии Мела Брукса на «Звёздные войны» — «Космические яйца» (1987), киноверсии мультсериала «Флинтстоуны» (1994), а также франшизе о полусумасшедшем изобретателе Уэйне Шалински, включающей в себя фильмы «Дорогая, я уменьшил детей» (1989), «Дорогая, я увеличил ребёнка» (1992) и «Дорогая, мы себя уменьшили» (1997).

## Личная жизнь
С 1986 года был женат на Энн Моранис, имеет детей: сына Митчелла (р. 1988) и дочь Рейчел. Сын является актёром, а дочь занимается предпринимательской деятельностью.
15 февраля 1991 года Энн умерла от рака молочной железы, после чего он больше не женился, и в 1997 году, после фильма «Дорогая, мы себя уменьшили», принял решение оставить кинематограф для того, чтобы посвятить себя воспитанию детей. Далее занимался озвучкой, в основном мультфильмов.
В октябре 2020 года Моранис подвергся нападению бездомного по имени Маркиз Вентура, который подошел к нему на улице, ударил по голове и повалил на землю.  Позже Вентура был задержан правоохранительными органами. Причина агрессии бездомного по отношению к актеру так и осталась неизвестной.

## Фильмография
| Год       |     | Русское название                                  | Оригинальное название                                      | Роль                                        |
| --------- | --- | ------------------------------------------------- | ---------------------------------------------------------- | ------------------------------------------- |
| 1976      | с   | —                                                 | 90 Minutes Live                                            | регулярная роль                             |
| 1980—1981 | с   | Секонд Сити ТВ                                    | Second City TV                                             | разные персонажи                            |
| 1981—1982 | с   | ССТВ Нетворк 90                                   | SCTV Network 90                                            | разные персонажи                            |
| 1981—1982 | с   | Субботним вечером в прямом эфире                  | Strange Brew                                               | Боб Маккензи                                |
| 1983      | ф   | Приключения Боба и Дага Маккензи: Странное варево | The Adventures of Bob & Doug McKenzie: Strange Brew        | Боб Маккензи                                |
| 1984      | ф   | Улицы в огне                                      | Streets of Fire                                            | Билли Фиш                                   |
| 1984      | ф   | Охотники за привидениями                          | Ghostbusters                                               | Луис Тулли                                  |
| 1984      | ф   | Без тормозов                                      | The Wild Life                                              | Гарри                                       |
| 1984      | тф  | —                                                 | Hockey Night                                               | Уилли Лайперт                               |
| 1985      | тф  | Последняя полька                                  | The Last Polka                                             | Линск Миник                                 |
| 1985      | ф   | Миллионы Брюстера                                 | Brewster’s Millions                                        | Морти Кинг                                  |
| 1985      | ф   | Контора                                           | Head Office                                                | Ховард Гросс                                |
| 1986      | ф   | Клуб «Рай»                                        | Club Paradise                                              | Барри Най                                   |
| 1986      | ф   | Магазинчик ужасов                                 | Little Shop of Horrors                                     | Сеймур Крелборн                             |
| 1987      | ф   | Космические яйца                                  | Spaceballs                                                 | Лорд Тёмный Шлем                            |
| 1989      | ф   | Охотники за привидениями 2                        | Ghostbusters II                                            | Луис Тулли                                  |
| 1989      | ф   | Дорогая, я уменьшил детей                         | Honey, I Shrunk the Kids                                   | Уэйн Залински                               |
| 1989      | ф   | Родители                                          | Parenthood                                                 | Нейтан Хаффнер                              |
| 1989      | тф  | Мальчик-ракета                                    | The Rocket Boy                                             | автоматическая система безопасности         |
| 1990      | тф  | День Земли, специальный выпуск                    | The Earth Day Special                                      | приятель Вика                               |
| 1990      | ф   | Мои голубые небеса                                | My Blue Heaven                                             | Барни Куперсмит                             |
| 1990      | с   | —                                                 | Gravedale High                                             | Макс Шнайдер                                |
| 1991      | ф   | Лос-анджелесская история                          | L.A. Story                                                 | могильщик                                   |
| 1992      | ф   | Дорогая, я увеличил ребёнка                       | Honey, I Blew Up the Kid                                   | Уэйн Залински                               |
| 1993      | ф   | Перепутанные наследники                           | Splitting Heirs                                            | Генри Буллок                                |
| 1994      | ф   | Флинтстоуны                                       | The Flintstones                                            | Барни Раббл                                 |
| 1994      | ф   | Маленькие великаны                                | Little Giants                                              | Дэнни О’Ши                                  |
| 1994      | кор | Дорогая, я уменьшил зрителей                      | Honey, I Shrunk the Audience                               | Уэйн Залински                               |
| 1994      | с   | Улица Сезам                                       | Sesame Street                                              | Миннесота Шортс                             |
| 1996      | ф   | Большие парни                                     | Big Bully                                                  | Дэвид Лири                                  |
| 1997      | ф   | Дорогая, мы себя уменьшили                        | Honey, We Shrunk Ourselves                                 | Уэйн Залински                               |
| 2001      | мф  | Оленёнок Рудольф 2: Остров потерянных игрушек     | Rudolph the Red-Nosed Reindeer & the Island of Misfit Toys | любитель игрушек / медвежонок мистер Каддлс |
| 2003      | мф  | Мисс Паучок и её друзья                           | Miss Spider’s Sunny Patch Kids                             | Холли                                       |
| 2003      | мф  | Братец медвежонок                                 | Brother Bear                                               | Ратт                                        |
| 2003      | мф  | —                                                 | The Animated Adventures of Bob & Doug McKenzie             | Боб Маккензи                                |
| 2006      | мф  | Братец медвежонок 2                               | Brother Bear 2                                             | Ратт                                        |
| 2007      | док | —                                                 | Bob & Doug McKenzie’s Two-Four Anniversary                 | Боб Маккензи                                |
| 2018      | с   | Голдберги                                         | The Goldbergs                                              | Дарк Хелмет                                 |